# Портола (град, Калифорния)
Портола (на английски: Portola) е град в окръг Плумъс, щата Калифорния, САЩ. Портола е с население от 1930 жители (по приблизителна оценка от 2017 г.) и обща площ от 5,8 km². Намира се на 1480 m надморска височина. ЗИП кодовете му са 96122, 96129, а телефонният му код е 530.